# 1556
Cette page concerne l'année 1556  du calendrier julien.
L'année 1556 est une année bissextile qui commence un mercredi.

## Événements
- 23 janvier : un gigantesque tremblement de terre en Chine, le pire de tous les temps, fait plus de 830 000 victimes (Shaanxi, Gansu, Shanxi)[1].
- 14 février : début du règne d'Akbar le Grand qui devient empereur moghol de l'Inde, (fin en 1605). Trop jeune pour succéder à son père Humayun, il règne sous la tutelle du sultan du Bihâr Adham Khan (fin en 1561) et de son atabek Bairam Khan[2].

- 14 avril :  la famille Welser cède le Venezuela à l'Espagne[3].
- 29 juin, Lima : Andrés Hurtado de Mendoza, nommé le 11 mars, prend ses fonctions de vice-roi du Pérou[4].
- Juin : mort du beylerbey d’Alger Salah Raïs de la peste, alors qu'il s'apprête à assiéger Oran ; le chef des janissaires, Hasan Corso, prend le pouvoir et commence le siège d'Oran. Il doit le lever quand le sultan rappelle sa flotte pour concentrer ses forces contre Andrea Doria dans les Cyclades[5].

- Septembre : Mohamed Pacha, appelé aussi Takarli Tchalabi, nommé par la Porte beylerbey d’Alger, est repoussé à Bône et à Bougie par les partisans d'Hasan Corso, puis entre à Alger avec l'aide des corsaires de la ville ; il fait exécuter Hasan Corso et les caïds de Bône et de Bougie (fin en 1557)[6].

- 5 novembre : Akbar est victorieux à la deuxième bataille de Pânipat contre les Hindous dirigés par Himou, habile ministre de Muhammad Adil Shah (en) qui est tué dans la bataille, peut-être par Akbar lui-même sous le conseil de Bairam[2].

- 20 décembre : le corsaire grec Dragut, installé par les Turcs à Tripoli avec le titre de Pacha, s'empare de Gafsa[7].

- Philippe II d'Espagne marque la fin de la Conquista en remplaçant son usage, ainsi que celui du mot conquistador, par descubrimiento et pobladores (découverte et colons)[8].
- Famine dans le nord de l'Inde[9].

### Europe
- 16 janvier : abdication de Charles Quint en faveur de son fils Philippe II qui devient roi d'Espagne et règne sur les Pays-Bas et l'Italie (fin en 1598)[10]. Charles Quint revient en Espagne en septembre et se retire au monastère de Yuste, en Castille (7 février 1557).
- 5 février : trêve de Vaucelles, conclue pour cinq ans entre Charles Quint et Henri II de France, mais qui ne dure que cinq mois. Metz, Corse, Savoie et Piémont sont reconnus à la France. Elle met fin aux opérations en Italie[11]. À Vaucelles, le cardinal Reginald Pole, légat du pape, reprend le thème de la croisade contre « l’ennemi commun de la foi » menée par les princes chrétiens réconciliés.
- 12 février : arrivée des jésuites à Prague[12].

- 12 mars, Hongrie : le roi Jean Sigismond est rappelé par la Diète de Transylvanie[13]. Il gouverne sous la tutelle turque et son pouvoir est limité par les ordres des « trois nations », mais il parvient à consolider le pouvoir princier. Il se convertit au protestantisme unitarien.
- 21 mars : Thomas Cranmer, archevêque de Cantorbéry est brûlé vif[14]. Lors de l’accession au trône d'Angleterre de la catholique Marie Tudor (1553), il avait favorisé celle de Jane Grey. Il est blâmé pour sa perfidie et jugé hérétique (il a nié la transsubstantiation).
- Printemps : le khanat d'Astrakhan est annexé par les Russes après la victoire des troupes d'Ivan IV sur les Tatars de Dervich, révoltés contre l'autorité russe[15]. La Russie annexe la Ciscaucasie jusqu’au Terek. Elle obtient un accès à la mer Caspienne et contrôle la totalité du cours de la Volga. Les princes tatars se convertissent au christianisme orthodoxe[16] et les mosquées deviennent églises.
- 30 avril : le pape Paul IV retire toutes les lettres de protections que ses prédécesseurs avaient octroyées à la communauté marrane portugaise d’Ancône (1547) et ordonne d’entamer des poursuites contre elle[17]. Dans une succession d’autodafés au printemps, 25 personnes sont brûlées vives, 26 autres sont envoyées aux galères de Malte (elles retrouveront la liberté), 30 s’échappent de prison avant leur procès en versant un pot-de-vin au commissaire pontifical.

- 27 juin : Jean III de Suède devient duc de Finlande[18].

- 17 juillet : ouverture de la Diète de Ratisbonne, convoquée par l'empereur Ferdinand Ier pour faire l'unité religieuse en Allemagne et réunir des subsides pour la guerre contre les Turcs (fin le 17 mars 1557)[19].

- 28 juillet : Gattières, enclave savoyarde sur la rive droite du Var, devenue en 1338 la frontière orientale de la France, est occupée par les Français[20].
- 31 juillet : à la mort d’Ignace de Loyola, l’ordre des jésuites compte déjà 1 000 membres (dont 300 dans la péninsule ibérique) et administre une centaine de collèges et résidences dans toute l’Europe. C’est l’élément le plus dynamique de la Réforme catholique[21].
- 6 août : Philippe II d'Espagne approuve les statuts de pureté de sang promulgués en 1547[22].

- 1er septembre : reprise de la guerre dans les États pontificaux[23]. Le duc d’Albe s’empare d’Anagni (15 septembre). À la suite de l’invasion espagnole des États pontificaux, François de Guise est envoyé en Italie pour secourir le pape (1557).
- 12 septembre : Ferdinand Ier est investi empereur romain germanique (fin en 1564, élu le 24 mars 1558)[24].

- 17 novembre[25], Saint Empire : Ferdinand crée le conseil aulique de la guerre (Hofkriegsrat) dont la compétence s’étend à toute la monarchie[26].

- Une ordonnance régularise le système de rétribution en terre des serviteurs du tsar en Russie : en échange de son service, le fonctionnaire reçoit un domaine (pomestie) qu’il conserve sa vie durant[27].
- Sigismond II de Pologne renonce à intervenir dans les « affaires de propriété » des nobles polonais, qui asservissent leurs paysans (chłopi)[28].
- Constitution à Devreczen d’un centre de diffusion calviniste avec le prédicateur Martin Kalmancsehi qui convertit, entre autres, le clergé de Klausenburg (Cluj)[29].

## Naissances en 1556
- 8 janvier :
  - Joseph de Leonessa, prêtre capucin, prédicateur et missionnaire italien († 4 février 1612).
  - Uesugi Kagekatsu, daimyo actif pendant la période Sengoku et le début de la période Edo au Japon († 19 avril 1623).
- 24 janvier : Christian Barnekow, diplomate danois († 21 février 1612).
- 16 février : Tōdō Takatora, daimyo de l'époque Azuchi Momoyama et du début de l'époque d'Edo († 9 novembre 1630).
- 21 février : Sethus Calvisius, compositeur, chronologue et astronome allemand († 24 novembre 1615).
- 29 février : Aurelio Lomi, peintre baroque italien († 1622).
- 6 mars : Nyaungyan Min, cinquième roi de la dynastie Taungû, en Birmanie († 3 mars 1606).
- 7 mars : Guillaume du Vair, prélat, homme politique et écrivain moraliste français († 3 août ou 31 août 1621).
- 21 mars : Jacques Salès, prêtre jésuite français († 7 février 1593).
- 8 avril : David Hœschel, helléniste humaniste allemand († 19 octobre 1617).
- 27 avril : François Béroalde de Verville, poète français († octobre 1626).
- 31 mai : Jerzy Radziwiłł, évêque et cardinal polonais († 21 janvier 1600).
- 13 juin :
  - Pomponio Nenna, compositeur napolitain († 25 juillet 1608).
  - Giannantonio Valtrini, écrivain et érudit jésuite italien († 31 août 1601).
- 24 juin :
  - Jeanne de France, fille de Henri II de France et de Catherine de Médicis († mort-née).
  - Victoire de France, fille de Henri II de France et de Catherine de Médicis († 17 août 1556).
- 25 juin : Johannes Opsopoeus, érudit et médecin allemand († 23 septembre 1596).
- 29 juin : Jérémie de Valachie, religieux capucin italien d'origine roumaine († 5 mars 1625).
- 22 juillet : Othon des Deux-Ponts, comte palatin de Soulzbach († 29 août 1604).
- 3 août : Henry Bagenal, maréchal dans l'armée anglaise en Irlande († 14 août 1598).
- 4 août : François Modius, humaniste des Pays-Bas espagnols († 22 janvier 1597).
- 10 août : Philipp Nicolai, pasteur luthérien, poète et compositeur allemand († 26 octobre 1608).
- 12 août : Wangchuk Dorje, 9e Karmapa, chef de la lignée karma-kagyu († 10 mars 1603).
- 16 août : Bartolomeo Cesi, peintre baroque italien de l'école bolonaise († 11 juillet 629).
- 17 août : Alexandre Briant, prêtre jésuite anglais († 1er décembre 1581).
- 28 août : Carlo Conti, cardinal italien († 3 décembre 1615).
- 18 octobre : Charles Ier d'Elbeuf, duc d'Elbeuf, comte d'Harcourt, seigneur puis comte de Rieux, baron d'Ancenis, pair de France († 4 août 1605).
- 22 octobre : Clelia Farnèse, noble italienne († 11 septembre 1613).
- 24 octobre : Giovanni Battista Caccini, sculpteur et architecte italien de l'école florentine († 13 mars 1613).
- 26 octobre : Ahmed Baba, savant et homme de lettres ouest-africain († 22 avril 1627).
- 1er novembre : Gerrit Pietersz Sweelink, peintre et dessinateur hollandais († 1612).
- 25 novembre : Jacques Davy du Perron, prélat, diplomate et poète baroque français († 5 septembre 1618).
- 2 décembre : Nijō Akizane, noble de cour japonais (kugyō) de l'époque Azuchi Momoyama et du début de l'époque d'Edo († 23 août 1619).
- 27 décembre : Jeanne de Lestonnac, religieuse française, nièce de Montaigne, fondatrice de la Compagnie de Marie-Notre-Dame, sainte catholique († 2 février 1640).
- Date précise inconnue :
  - Axular, auteur navarrais de langue basque († 8 avril 1644).
  - Jean de Bertier, ecclésiastique français († 15 juillet 1620).
  - Giovanni Bizzelli, peintre maniériste italien de l'école florentine († 1612).
  - Decio Carafa, cardinal italien († 23 janvier 1626).
  - Luis de Carvajal, peintre maniériste espagnol († octobre 1607).
  - Marguerite Clitherow, martyre anglaise de l'Église catholique († 25 mai 1586).
  - Ekathotsarot, roi du royaume d'Ayutthaya († 1610).
  - Felipa de Souza, militante portugaise († 1600).
  - Antonio Gallonio, prêtre italien de la congrégation de l'Oratoire († 15 mai 1605).
  - Gamō Ujisato, daimyo des périodes Sengoku et Azuchi Momoyama de l'histoire du Japon († 17 mars 1595).
  - Gonzalve Garcia, franciscain déchaussé missionnaire au Japon († 5 février 1597).
  - Anne Hathaway, anglaise, femme du dramaturge William Shakespeare († 6 août 1623).
  - Katagiri Katsumoto, daimyo de l'époque Azuchi Momoyama et du début de l'époque d'Edo († 24 juin 1615).
  - Arnoult de Lisle, médecin, diplomate et orientaliste français († 25 novembre 1613).
  - Jan Joosten van Lodensteijn, marin néerlandais († 1623).
  - Carlo Maderno, architecte suisse italien († 30 janvier 1629).
  - Claude Mangot, parlementaire et homme d'État français († 1624).
  - Asdrubale Mattei, mécène et collectionneur d'art italien († 1638).
  - Mori Tomonobu, bushi et expert en arts martiaux de l'époque Azuchi Momoyama jusqu'à l'ère Edo († 1er juillet 1615).
  - Jacob Paix, organiste, facteur d'orgue et compositeur allemand († vers 1623).
  - George Peele, poète et dramaturge anglais († 7 novembre 1596).
  - Vincenzo Rustici, peintre italien de l'école siennoise († 1632).
  - Shibata Katsutoyo, commandant samouraï de l'époque Azuchi Momoyama († 6 juin 1583).
  - Lazzaro Tavarone, peintre maniériste italien se rattachant à l'école génoise († 1641).
  - Antonio Vassilacchi, peintre italien d'origine grecque († 13 avril 1629 ou 15 avril 1629).
  - Otto van Veen, peintre maniériste et théoricien d'art flamand († 6 mai 1629).
  - Yuntanza Seishō, aristocrate et fonctionnaire du gouvernement du royaume de Ryūkyū († 1632).
  - Vitale Zuccolo, religieux catholique italien († 3 novembre 1630).
- Vers 1556 :
  - Durante Alberti, peintre italien († 1623).
  - Johannes Nucius, compositeur allemand († 25 mars 1620).
  - Isaac Oliver, peintre miniaturiste anglais d'origine française († 2 octobre 1617).
- Vers 1550 ou 1556 :
- Giovanni Paolo Cavagna, peintre baroque italien († 20 mai 1627).
- 1556 ou 1559 :
- Sophie Brahe, scientifique et femme de lettres danoise († 1643).

## Décès en 1556
- 27 janvier : Humâyûn, fils de Bâbur et de sa troisième bégum Mahum, est le second empereur moghol (° 17 mars 1508).

- 21 mars : Thomas Cranmer, archevêque de Cantorbéry, l'un des principaux artisans de la réforme anglaise, brûlé vif à Oxford (° 2 juillet 1489).

- ? avril : Cristoforo Gherardi, peintre italien maniériste (° 25 novembre 1508).

- 28 mai : Saitō Dōsan,  daimyo durant l'époque Sengoku du Japon (° 1494).

- 10 juin : Martin Agricola, compositeur allemand, à Magdebourg (° 6 janvier 1486).

- 2 juillet : François de Montmorency-Laval, religieux français, évêque de Dol de 1528 à 1556. (° 8 janvier 1498).
- 31 juillet : Ignace de Loyola, fondateur des Jésuites (° 24 décembre 1491).

- 1er août : Girolamo da Carpi, peintre de l'école de Bologne et architecte italien (° 1501).
- 17 août : Victoire de France, fille de Henri II de France et de Catherine de Médicis (° 24 juin 1556).
- 25 août : David Joris, prédicateur protestant anabaptiste antitrinitaire et révolutionnaire (° 1501).
- Août : Hasan Corso, général de l'armée ottomane né en Corse et placé par ses troupes à la tête de la régence d'Alger en 1556 (° 1518)[30].

- 7 septembre : Sébastien Gryphe, imprimeur-libraire français (° 1492)[31].
- 18 septembre : Édouard Courtenay, aristocrate anglais (° 1526).
- 20 septembre : Adolphe XIII de Schaumbourg, comte de Holstein-Schaumbourg et Archevêque-électeur de Cologne (° 1511).
- ? septembre: Guillaume de La Mœulle, barbier, instrumentiste et compositeur genevois (° vers 1485).

- 21 octobre :  Pietro Aretino connu sous le nom de Pierre l'Arétin, écrivain et dramaturge italien, auteur de contes licencieux (° 20 avril 1492).
- 26 octobre : André des Freux, prêtre jésuite, écrivain et humaniste français (° vers 1515).
- 27 octobre : Frédéric de Danemark, prince-évêque de Schleswig et évêque de Hildesheim (° 1529).
- 31 octobre : Johannes Sleidanus, historien et diplomate luxembourgeois (° 1506).

- 5 novembre : Samrat Hem Chandra Vikramaditya, empereur hindou (° 1501).
- 10 novembre :  Richard Chancellor, navigateur et explorateur anglais (° vers 1521).
- 14 novembre : Giovanni Della Casa (1503-1556), écrivain italien, auteur de Galateo, l’un des premiers traités de savoir-vivre (° 28 juillet 1503).

- 1er décembre : Ichijō Fusamichi, noble japonais (kugyō) de l'époque de Muromachi (° 1509).
- 23 décembre : Nicholas Udall, auteur de pièces de théâtre anglais (° 1504).

- Date précise inconnue :
  - Alonso de Alvarado, conquistador espagnol (° 1500).
  - Gonçalo Anes Bandarra, cordonnier et prophète portugais (° 1500).
  - Michelangelo Anselmi (Lo Scalabrino), peintre italien maniériste de l'école de Parme (° 1492).
  - Balthazar Arnoullet, imprimeur et libraire français (° 1517).
  - Lorenzo Lotto, peintre vénitien (° 1480).
  - Michel Trivolis, dit Maxime le Grec,  (° env. 1475).
  - John Wedderburn, réformiste et poète écossais (° 1505).
  - Denis Zachaire, alchimiste français (° 1510).
  - Girolamo Rorario, humaniste italien (° 1510).
- Vers 1556 : Nicolas Gombert, compositeur franco-flamand (° vers 1495).